# Criniger
A Criniger a madarak osztályának verébalakúak (Passeriformes) rendjébe és a bülbülfélék (Pycnonotidae) tartozó családja tartozó nem.

## Rendszerezésük
A nemet Coenraad Jacob Temminck írta le 1820-ban, az alábbi 5 faj tartozik ide:
- kontyos bülbül (Criniger barbatus)
- keleti kontyosbülbül (Criniger chloronotus)
- Swainson-bülbül (Criniger calurus)
- fehérbajszú bülbül (Criniger ndussumensis)
- olajzöldhátú bülbül (Criniger olivaceus)

## Előfordulásuk
Nyugat- és Közép-Afrikában területén honosak. A természetes élőhelyük a szubtrópusi vagy trópusi esőerdők, mocsári erdők és szavannák. Állandó, nem vonuló fajok.

## Megjelenésük
Testhosszuk 18-22 centiméter közötti.

## Életmódjuk
Ízeltlábúakkal táplálkoznak, de növényi anyagokat is fogyasztanak.